# ゲルブルン
ゲルブルン (ドイツ語: Gerbrunn) は、ドイツ連邦共和国バイエルン州ウンターフランケン地方のヴュルツブルク郡の町村（以下、本項では便宜上「町」と記述する）で、ヴュルツブルクから3kmに位置する。
町の名前は、古語で「槍」を意味する Ger と「泉」を意味する Brunnen が合成されたものである。槍は、成立初期の村の形が地形上の制約から槍の穂先のような形であったことに由来し、泉は現在の町役場の近くで使われている泉を示している。別の説では Ger は槍のことではなく、フランケン貴族のゲルヴィーネ家を示すもので、ゲルブルンはゲルヴィーネ家の所領にある泉を指す、ともされる。

## 地理

### 自治体の構成
この町は、公式には2つの地区 (Ort) からなる。このうち小集落や孤立農場などを除く集落は首邑のゲルブルンのみである。

## 歴史

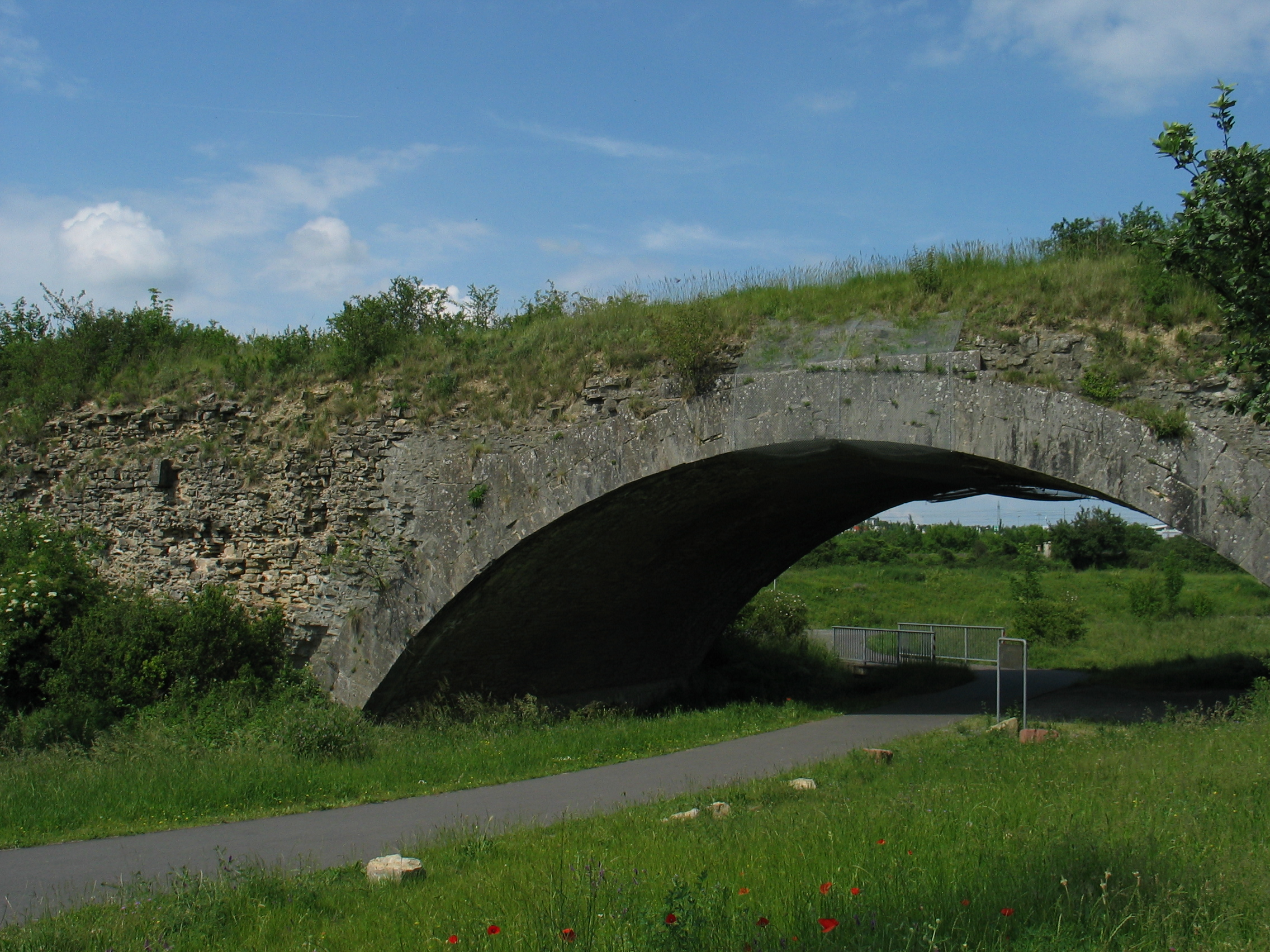
ローマ橋

ゲルブルンは1107年に初めて文献に記録されている。ゲルブルンはヴュルツブルク司教領の一部として1803年にまずバイエルン大公領に世俗化された。その後プレスブルクの和約（1805年）に基づいてトスカーナ大公フェルディナンド3世によって創設されたヴュルツブルク大公国領に移されたが、1814年に最終的にバイエルン王国領となった。バイエルンの行政改革に伴う1818年の市町村令によって現在の自治体が成立した。ゲルブルンの北にある「レーマーブリュッケ」（ローマ橋）は18世紀に司教のアダム・フリードリヒ・フォン・ザインスハイムが造ったもので、わずか1年後に倒壊しかけたため、再度架けられたものである。この橋は、フランクフルト - ニュルンベルク - ウィーンを結ぶ行程を改良した。

### 人口推移
- 1970年 4,037人
- 1987年 5,791人
- 2000年 6,800人

## 行政
町長はシュテファン・ヴォルフスヘルンドル (SPD) である。彼は2002年にハンス・ロルケ (Freie Wahlgemeinschaft) の後任として町長に就任し、2008年に再選されている。

### 紋章
ゲルブルンの紋章は3つの部分からなる。左上はカステル家を象徴している。右上はフレンキシェ・レーヒェン（ヴュルツブルク司教）であり、下部には泉が描かれている。

### 姉妹都市
- Černošice（チェコ、中央ボヘミア州）
- レシュニツァ（ポーランド、オポーレ県）
- Mathieu（フランス、カルヴァドス県）
- モルスアイム（フランス、バ＝ラン県）
- テマール（ドイツ、テューリンゲン州）

## スポーツ
TSVゲルブルンの男子サッカー部門は2003/04年シーズンに DFBポカールへの出場を果たした。第1ラウンドで、当時ブンデスリーガ2部のSVヴェッカー・ブルクハウゼンと対戦し敗退した。

## 引用
1. ↑  https://www.statistikdaten.bayern.de/genesis/online?operation=result&code=12411-003r&leerzeilen=false&language=de Genesis-Online-Datenbank des Bayerischen Landesamtes für Statistik Tabelle 12411-003r Fortschreibung des Bevölkerungsstandes: Gemeinden, Stichtag (Einwohnerzahlen auf Grundlage des Zensus 2011)
2. ↑  Bayerische Landesbibliothek Online